# Seseli pyrenaicum
Seseli pyrenaicum är en flockblommig växtart som beskrevs av Johann Erasmus Sievers. Seseli pyrenaicum ingår i släktet säfferötter, och familjen flockblommiga växter. Inga underarter finns listade i Catalogue of Life.